# Le Port-Marly
Le Port-Marly é uma comuna francesa na região administrativa da Île-de-France, no departamento de Yvelines. A comuna possui 4181 habitantes segundo o censo de 1990.